# آنا بانايوتوبولو
آنا بانايوتوبولو (30 يوليو 1947 - 4 مايو 2024)، هي ممثلة يونانية لعبت دور البطولة في العديد من المسلسلات والأفلام والمسرحيات. اشتهرت بعد مشاركتها في المسلسل اليوناني «مدام سوسو» عام 1986.

## روابط خارجية
- آنا بانايوتوبولو في قاعدة بيانات الأفلام على الإنترنت